# Зоря Пістолет
Зоря Пістолет (англ. Pistol Star) — одна з найяскравіших зір у нашій Галактиці, блакитний гіпергігант.

## Загальні характеристики
На початку дослідження цієї зорі були дані, що зоря Пістолет випромінює світла в 10 мільйонів разів більше ніж Сонце, однак згодом установили, що її світність дорівнює «лише» 1,6 мільйона світностей Сонця. За 20 секунд зоря випромінює стільки ж світла, скільки Сонце за рік. Утім, світність зорі Пістолет усе ж утричі нижча, ніж загальновідомої Ети Кіля. Тривалість життя зорі Пістолет і подібних зірок, які належать до класу гіпергігантів, становить, за підрахунками вчених, три мільйони років. На відміну від звичайних зір, на еволюцію зорі Пістолет суттєво впливає її велика світність, яка буквально здуває її зовнішні оболонки в космос, що призвело до утворення туманності Пістолет, аналогічної до туманності Гомункулус біля Ети Кіля.
Маса зорі Пістолет становить 120—150 мас Сонця.
Своїй назві вона завдячує туманності, яка за формою нагадує пістолет. Зоря підсвічує цю туманність.
Зорю Пістолет можна було б побачити неозброєним оком, оскільки її видима зоряна величина +4m. Проте зорю повністю закриває від нас космічний пил, тому її видно лише в інфрачервоні телескопи, а відкрито її за допомогою телескопа Габбл. У видимому діапазоні зірку побачити неможливо, незалежно від потужності телескопа.
За підрахунками вчених, 4000-6000 років тому зоря скинула до 10 мас Сонця, які наразі й утворюють туманність Пістолет. Зоряний вітер зірки в 10 мільярдів разів потужніший від сонячного. Точний вік зірки невідомий, але він становить приблизно 2 мільйони років, а через 1-3 мільйони років зірка стане надновою або навіть гіперновою.
Відстань до зорі становить 25000 світлових років; розташована вона поблизу галактичного центра.
Останнім часом багато подібних зір отримали титул «найяскравіша зоря». Згодом титули були переглянуті, а найреальніше підтвердження найяскравішої зорі отримала нині Ета Кіля, світність якої дорівнює 5 мільйонам світностей Сонця.